# República popular

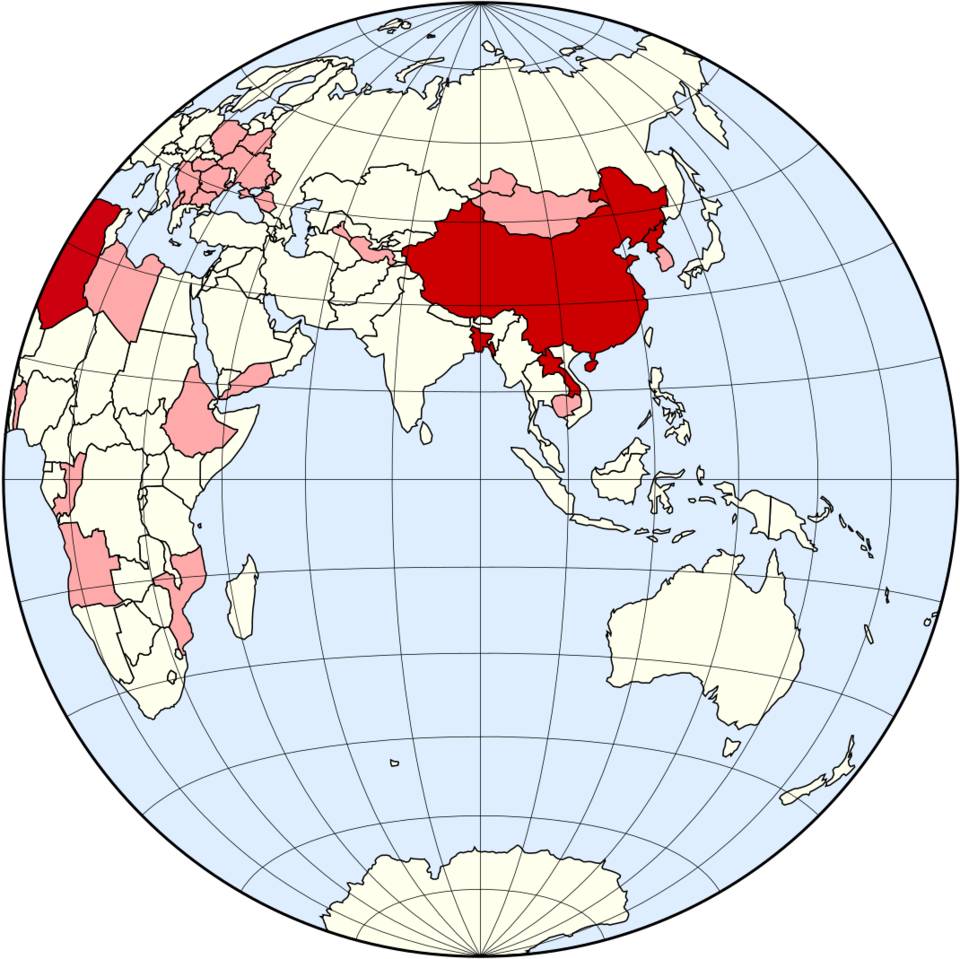
Repúblicas populares:
Atual
Extinta

República popular é o título frequentemente utilizado por governos socialistas, em sua maioria de orientação marxista-leninista, para designar um tipo de Estado republicano.

## Marxistas-leninistas
- República Popular da Albânia (1946–1976)
- República Popular Socialista da Albânia (1976-1992)
- República Popular de Angola (1975–1992)
- República Popular do Benim (1975–1990)
- República Popular da Bucara (1920–1924)
- República Popular da Bulgária (1946–1990)
- República Popular da China (1949-presente) (Ver Marxismo-Leninismo-Maoísmo)
- República Popular do Congo (1970–1992)
- República Popular Democrática da Coreia (1948-presente) (Ver Marxismo-Leninismo-Juche [ou Kimilsongunismo])
- República Democrática Popular da Etiópia (1987-1991)
- República Popular da Hungria (1949–1989)
- República Popular do Iémen do Sul (1967–1970)
- República Democrática Popular do Iémen (1970-1990)
- República Federativa Popular da Iugoslávia (1945-1963)
  -  República Popular da Bósnia e Herzegovina (1943-1963)
  -  República Popular da Croácia (1944-1963)
  -  República Popular da Macedônia (1944-1963)
  -  República Popular de Montenegro (1943-1963)
  -  República Popular da Sérvia (1943-1963)
  -  República Popular da Eslovénia (1945-1963)
- República Popular do Kampuchea (1979–1989)
- República Democrática Popular do Laos (1975-presente)
- República Popular da Mongólia (1924–1992)
- República Popular de Moçambique (1975–1990)
- República Popular da Polónia (1952–1989)
- República Popular da Romênia (1947–1965)
- República Popular de Tannu Tuvá (1921-1944)

## Não marxistas-leninistas
- República Democrática e Popular da Argélia (1962-presente)
- República Popular do Bangladesh (1971-presente)
- República Popular Revolucionária da Guiné (1958-1984)
- Grande Jamahiriya Árabe Popular Socialista da Líbia (1977-2011)
- República Popular do Zanzibar (1963-1964)
- República Popular da Ucrânia (1917-1921)
- República Popular Bielorrussa (1918-1919)